# Călugăreni (Prahova megye)
Călugăreni község és falu Prahova megyében, Munténiában, Romániában. A hozzá tartozó település Valea Scheilor.

## Fekvése
A megye keleti részén található, a megyeszékhelytől, Ploieștitől, negyvenöt kilométerre északkeletre, a Lupii, Valea Rea és Purcarii patakok mentén.

## Története
A 19. század végén a község Prahova megye Cricovul járásához tartozott és Călugăreni valamint Mireșul falvakból állt. Összlakossága 2159 fő volt. A község tulajdonában volt egy iskola, mely 1840 előtt nyitotta meg kapuit, valamint két templom, ezeket 1822-ben illetve 1856-ban építették.
Az elkövetkező években hozzácsatolták Tătaru falut is, mely ezzel elveszítette egy időre községi rangját. 1931-ben Tătaru ismét községközpont lett.
1938-ban Prahova megye Urlați járásának volt a része.
1950-ben közigazgatási átszervezés alapján, a Prahova-i régió Mizil rajonjához került, majd 1952-ben a Ploiești régióhoz csatolták.
1968-ban ismét megyerendszert vezettek be az országban, a község az újból létrehozott Prahova megye része lett, ekkor csatolták hozzá Valea Scheilor falut is, mely ezt megelőzően Buzău megyéhez tartozott.

## Lakossága
| Nemzetiségek | 2002 | 2002    |
| ------------ | ---- | ------- |
| Románok      | 1450 | 100,00% |
| Összesen     | 1450 | 100,0%  |